# Wilderswil
Wilderswil – gmina (niem. Einwohnergemeinde) w Szwajcarii, w kantonie Berno, w regionie administracyjnym Oberland, w okręgu Interlaken-Oberhasli. 

## Demografia
W Wilderswil mieszka 2 638 osób. W 2020 roku 15,5% populacji gminy stanowiły osoby urodzone poza Szwajcarią.

## Transport
Przez teren gminy przebiega autostrada A8 oraz drogi główne nr 221 i nr 222.